# Schietpartij op de Sandy Hook Elementary School op 14 december 2012

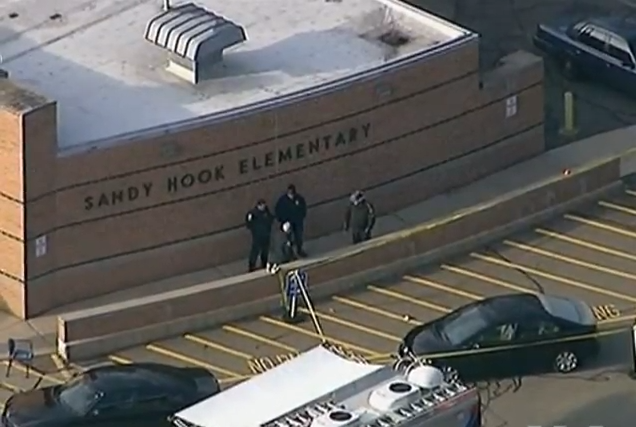
De politie bij de school na de schietpartij

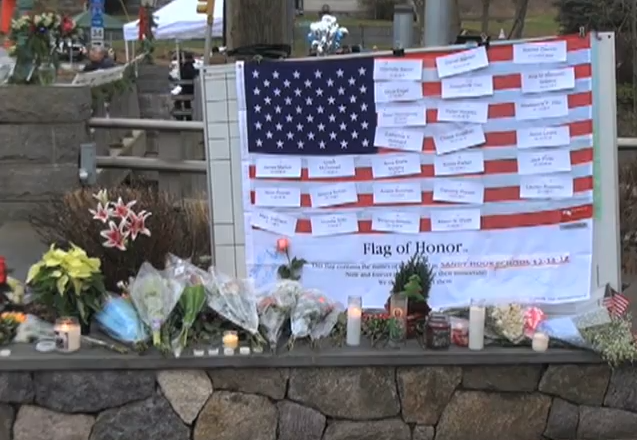
Bloemen voor de slachtoffers

De schietpartij op de Sandy Hook Elementary School vond plaats in de ochtend van vrijdag 14 december 2012 op de basisschool van het dorp Sandy Hook in Newtown, in de Amerikaanse staat Connecticut. Adam Peter Lanza, een twintigjarige man, schoot daar 26 personen dood, onder wie 20 kinderen, en daarna zichzelf. Daarvoor had hij zijn moeder al om het leven gebracht, zodat in totaal 28 mensen het leven lieten. Slechts één gewonde overleefde het bloedbad.
De schietpartij is de op een na dodelijkste op een school in de Verenigde Staten, alleen de schietpartij op Virginia Tech eiste meer slachtoffers. President Obama kondigde maatregelen aan tegen herhaling van een dergelijke tragedie. Uiteindelijk vereenvoudigde de president voornamelijk het natrekken van criminele of medische achtergronden bij wapenaankoop en verordonneerde hij bewustwordingscampagnes, maar voorstellen voor verdergaande wapenwetgeving haalden het niet op nationaal niveau.

## Verloop
De schutter had thuis zijn moeder neergeschoten en reed toen in haar auto naar de school. Hoewel eerdere berichten aangaven dat Lanza door personeel was binnengelaten, bleek later dat hij zich met geweld toegang had verschaft. Vrijwel meteen daarna opende hij het vuur in twee leslokalen.
De politie heeft geen schot gelost en trof hem dood aan.

## Slachtoffers
Het eerste slachtoffer was Nancy Lanza, de 52-jarige moeder van de schutter. Hoewel de moeder volgens de autoriteiten op de school had gewerkt, ontkende de schoolleiding later enig verband met haar.
De meeste slachtoffers stierven ter plekke, maar twee kinderen overleden later in het ziekenhuis. De omgekomen kinderen, twaalf meisjes en acht jongetjes, waren allemaal zes tot zeven jaar oud. De volwassenen die in de school omkwamen, waren vrouwelijke personeelsleden: de directrice, de schoolpsychologe, twee leerkrachten en twee klassenassistenten, in de leeftijd van 27 tot 56 jaar. Een gewonde volwassene overleefde en zij wordt door de politie als een belangrijke getuige gezien. Verscheidene personeelsleden hadden zich heldhaftig gedragen door kinderen te waarschuwen of in veiligheid te brengen of door zich tussen de schutter en de kinderen op te stellen. De politie bevestigde dat de schutter in de school was overleden aan zelf toegebrachte verwondingen, maar wilde niet van zelfmoord spreken.

## Wapenuitrusting
Lanza richtte het bloedbad aan met een zwaar halfautomatisch .223 Bushmaster-aanvalsgeweer en munitie die bedoeld is om in het lichaam van het slachtoffer te blijven en aldus zo veel mogelijk schade te veroorzaken. Elders, in de school of in de auto, werd later nog meer wapentuig gevonden, waaronder twee halfautomatische pistolen, een 10 millimeter-Glock en een 9 millimeter-Sig Sauer. Kenners omschrijven het gebruikte wapen en de munitie als ongeschikt voor verdediging, maar bedoeld om te doden. De dodelijke slachtoffers waren drie tot elf keer geraakt. De gevonden wapens stonden geregistreerd op naam van zijn moeder en waren haar eigendom. Verder droeg de schutter een kogelwerend vest waarvan de herkomst onduidelijk is.

## Omstandigheden en familie
Ook over de identiteit van de dader heeft verwarring bestaan. Omdat Lanza identiteitspapieren van zijn broer Ryan bij zich droeg, was die in de eerste berichten aangemerkt als de schutter. Deze broer en de vader, die in 2009 gescheiden was, werden ondervraagd, maar geen van beiden is verdachte geweest. Bekenden van de schutter omschreven hem als intelligent en gaven aan dat hij zich vaak teruggetrokken en schuw gedroeg en psychische problemen had, maar geen overlast veroorzaakte. Mensen uit de omgeving werden nooit binnengelaten in het huis en Adam Lanza had weinig contacten, maar zijn moeder Nancy ging wel om met dorpsgenoten en nam hem soms mee naar het plaatselijke café. Kennissen en Lanza's broer spreken over persoonlijkheidsstoornissen of autisme bij Adam Lanza. Hij had geen boodschap achtergelaten en er zijn geen plannen gevonden voor de schietpartij. Toch hebben de onderzoekers aanwijzingen voor motief, reden of aanleiding, maar ze hadden die op 16 december (nog) niet vrijgegeven.

## Reacties
Zoals gebruikelijk na schietpartijen, is de discussie over de liberale Amerikaanse wapenwetgeving weer op gang gekomen, maar de wapenlobby is zeer invloedrijk, met name de National Rifle Association. Het Tweede amendement van de grondwet van de Verenigde Staten geeft burgers het recht om wapens te bezitten en bij zich te dragen, en de tendens in de politiek en wetgeving is geweest om wapenbeperkende maatregelen te verminderen. President Obama was zichtbaar geëmotioneerd toen hij op tv een verklaring over de schietpartij aflegde en liet op alle openbare gebouwen en ruimtes en schepen de vlag voor vijf dagen halfstok hijsen. Hij kondigde meaningful action aan, maatregelen om herhaling te voorkomen, maar zonder verdere verduidelijking.
De 436 leerlingen van Sandy Hook die de gebeurtenis overleefd hebben, zullen niet naar hun oude school terugkeren, maar overgebracht worden naar de deels leegstaande Chalk Hill-school in het nabijgelegen Monroe.

### Presidentiële toespraak
In zijn rede tijdens de nachtwake met de nabestaanden stelde president Obama:

Onze eerste taak is de zorg voor onze kinderen. Het is onze belangrijkste opdracht. Krijgen we dat niet voor elkaar, dan krijgen we niets voor elkaar. Daarop zullen we als samenleving afgerekend worden. En als je het zo bekijkt, kunnen wij als natie dan oprecht zeggen dat we onze verplichtingen nakomen? Kunnen we oprecht zeggen dat we genoeg doen om onze kinderen — al onze kinderen — te beschermen tegen het kwaad? Kunnen wij als natie stellen dat wij er allen voor hen zijn om hen te laten weten dat we hen liefhebben en hun te leren ook zelf lief te hebben? Kunnen wij zeggen dat we werkelijk genoeg doen om alle kinderen in dit land de kans te geven die zij verdienen om hun leven gelukkig en zinvol te leiden?
Ik heb hier de afgelopen dagen over nagedacht, en als we eerlijk tegen onszelf zijn, is het antwoord nee. We doen niet genoeg. En we zullen moeten veranderen.